# Logotipo da Pepsi

O atual logo da Pepsi, usado desde 15 de outubro de 2023.

O Logotipo da Pepsi (em inglês: Pepsi Globe) é um logotipo que pertence a empresa de refrigerantes estadunidense Pepsi, nomeado devido ao design vermelho, branco e azul em formato de esfera. É considerado um dos emblemas mais reconhecidos do mundo.

## História
O logo da Pepsi tem suas origens na década de 1940, quando a Pepsi lançou uma nova tampa de garrafa que apresentava a marca Pepsi no campo branco de um tricolor ondulante, como uma demonstração do patriotismo dos Estados Unidos durante a Segunda Guerra Mundial, com o logo da empresa ao meio as cores vermelho e azul, em referência a Bandeira dos Estados Unidos. Uma ilustração dessa tampa de garrafa tornou-se o principal logotipo da Pepsi por volta de 1945, e permaneceu mesmo quando a marca nominativa do script foi substituída por uma marca nominativa moderna sem serifa em 1962.
A representação literal da tampa da garrafa foi retirada em favor de uma representação simplificada de 1973, momento em que a marca nominativa foi diminuída para caber totalmente dentro do perímetro do disco. A Diet Pepsi recebeu uma versão listrada exclusiva do Logo em 1984, e o Logotipo padrão passou por uma pequena atualização em 1987.
Um novo desenho de 1991 mudou a marca de dentro do Globo para cima dele, reduzindo drasticamente o tamanho e a proeminência do Globo. No ano de 1997, a barra vermelha foi removida quando a Pepsi adotou uma embalagem totalmente azul e detalhou visualmente o Globo da Pepsi para parecer tridimensional. Este foi o primeiro logotipo oficialmente denominado "Pepsi Globe". 
Em agosto de 2003, o logo passou por uma nova alteração, quando a fonte foi atualizada e o Logotipo da Pepsi ficou mais detalhado. Esta versão permaneceu praticamente a mesma até 2008, quando a Pepsi redesenhou a embalagem mais uma vez para mostrar fundos diferentes em cada lata, embora a cor permanecesse azul.
Versões do Globo da Pepsi
- O logotipo da Pepsi usado de 1962 a 1973, que foi o primeiro a omitir a palavra 'cola'.
- O logotipo usado de 1973 a 1987[6] e revivido para Pepsi Throwback em 2014
- O logotipo usado de 1987 a 1991, com a marca nominativa definida em Handel Gothic.
- O logotipo usado de 24 de setembro de 1991 a 17 de dezembro de 1997, com a marca nominativa separada do globo.
- O logotipo usado de 18 de dezembro de 1997 a 31 de julho de 2003, que empregava sombreamento para representar o globo como uma esfera.
- O logotipo usado de 1 de agosto de 2003 a 18-19 de maio de 2008, que usava realces sugerindo uma forma tridimensional irregular.
- O logotipo usado de 19 de maio de 2008 até meados de 2009 aumentava o design existente com gotas de água e fragmentos de gelo. No entanto, o logotipo antigo ainda estava em uso nas lojas dos EUA, mesmo após o lançamento do logotipo de 2008. Uma combinação dos logotipos de 2003 e 2008 foi estocada nas lojas dos EUA até o início da terceira semana de junho de 2008.
- O logotipo usado de 1 de junho de 2009 a 1 de junho de 2014, que restaurou a coloração plana e introduziu uma nova forma sugestiva de um 'P' ou de um sorriso.
- Logotipo anterior de 2 de junho de 2014 a 23 de agosto de 2023.
- Logotipo usado de 23 de agosto de 2023 até o momento atual.

### 2008
Em outubro de 2008, a Pepsi anunciou que havia contratado a agência de consultoria de marca Arnell Group, com sede na cdiade de Nova Iorque, para redesenhar boa parte de seus produtos para o ano de 2009. A revelação inicial do logo recém-projetado pelo escritório veio na forma de uma proposta de design composta por vinte e sete páginas que vazou para a imprensa, intitulada 'BREATHTAKING Design Strategy, que usou uma linguagem tão exagerada que alguns sugeriram que fazia parte de um campanha de marketing viral.
O globo passou por sua transformação mais dramática até o momento, com a faixa branca perdendo sua onda rotacional simétrica em favor de uma forma irregular sugestiva de um sorriso ou da letra 'P'. As marcas nominativas foram feitas em letras minúsculas e alteradas para um tipo geométrico sem a presença de serifa, um design muito semelhante ao usado pela Diet Pepsi nas décadas de 1970 e 1980.
Inicialmente, a largura do "sorriso" variava entre os produtos, com o mais estreito atribuído à Diet Pepsi e o mais amplo atribuído à Pepsi Max, mas em 2010 todas as variantes, exceto a Pepsi Throwback, usavam a versão padrão do Globo.

### 2023
Em 28 de março de 2023, a PepsiCo lançou um novo logotipo da Pepsi, que foi lançado nos Estados Unidos em 23 de agosto daquele ano. O novo design é fortemente referencial ao logotipo utilizado em 1973 e restaura a marca centralizada. A marca nominativa, assim como outros elementos da marca que a acompanham, é preta em vez de azul pela primeira vez desde que a imagem da tampa da garrafa foi substituída pelo Globo abstrato. 